# Bäckeraltar (Braunau)
Der Braunauer Bäckeraltar in der Stadtpfarrkirche St. Stephan in Braunau am Inn ist ein Wandelaltar mit einem Hauptschrein und zwei beweglichen Altarflügeln. Der Schrein ist mit Skulpturen versehen, die Vorderseiten der Innenflügel sind mit Reliefs, die übrigen Flügelseiten mit Malerei geschmückt. Die Schnitzarbeiten sind teils farbig gefasst, teils vergoldet.

## Geschichte
Das Retabel wurde samt der Kapelle im späten 15. Jahrhundert von der Zunft der Bäcker gestiftet. Da diese nach der Pest 1649 die Soldaten und Flüchtlinge aus dem Dreißigjährigen Krieg kostenlos mit Brot versorgen mussten, war eine Barockisierung wie bei den anderen Zunftkapellen der Pfarrkirche finanziell nicht möglich. Zwischen 2000 und 2002 wurde das Retabel restauriert.
Die Bäckerzunft in Braunau wurde um 1360 gegründet und hatte die Gottesmutter Maria als Patronin, die sich am Bäckeraltar als Hauptfigur im Zentrum befindet. Die Zunft besaß 4 Messgewänder, 4 Kelche und eine Silbermonstranz. Sie bezahlte 6 Gulden und 24 Kreuzer pro Jahr für die Gottesdienste.

## Beschreibung
Die Mensa des Retabels besteht aus Tuffstein. Das dreiteilige Flügelretabel besteht aus der Predella, dem Hauptschrein und einem Gesprenge.
Auf den Außenseiten der Flügel sind 4 Szenen aus dem Marienleben zu sehen mit Verkündigung, Heimsuchung, Geburt Jesu und Anbetung. Die Standflügel versah man mit Malereien der vier hl. Jungfrauen Apollonia, Dorothea, Katharina und Barbara. Die Außenseiten der Predella-Flügel zeigen die Darbringung Jesu im Tempel und den Tod Mariens.
Im seitlichen Rankenwerk sind zwei Wappen der Bäckerzunft eingearbeitet. Der Predella-Schrein ist in zwei Felder unterteilt, wobei sich im unteren eine neugotische Beweinung Christi befindet. Darüber entspringt die Wurzel Jesse als reich vergoldetes Schnitzwerk, das sich auf den Innenseiten der Altarflügel fortsetzt und die Ahnen Jesu trägt. Die zentrale Figur im Altarschrein stammt aus dem 19. Jahrhundert und stellt eine thronende Maria mit Jesuskind im Arm und Zepter in der Hand dar, die von zwei Engeln gekrönt wird. Im Gesprenge stehen die drei hl. Bischöfe Wolfgang, Ulrich und Nikolaus unter prächtigen Fialen.